# 程龢
程龢（1859年—1924年），字蓉荪，江苏奉贤县青村港人（现属上海市）。
幼年家寒，但入泮较早。清光绪24年（1898年）中进士时已为中年，同年五月，著交吏部掣签分发各省，以知县即用。任河北南皮知县。光绪33年（1907年）至宣统元年（1909年）任浙江象山知县。在任期间，奉命禁种罂粟，成绩卓著。民国后辞官返乡。在奉贤县造桥铺路，办育婴堂，动员民众修海塘等。